# Днепровокаменка
Днепровокаменка (укр. Дніпровокам'янка) — село,
Днепровокаменский сельский совет,
Верхнеднепровский район,
Днепропетровская область,
Украина.
Код КОАТУУ — 1221084401. Население по переписи 2001 года составляло 589 человек.
Является административным центром Днепровокаменского сельского совета, в который, кроме того, входят сёла
Ивашково,
Калужино,
Павловка и
Сусловка.

## Географическое положение
Село Днепровокаменка находится на правом берегу Каменского водохранилища, в месте впадения в него реки Омельник,
выше по течению примыкает село Калужино,
ниже по течению примыкает село Сусловка.

## История
- Село основано в начале XVIII века.
- В 1754—1759 и 1761—1764 годах под названием Омельницкая Каменка входило в состав Новослободского казацкого полка.
- В 1769 году село имело название Пикинерская Каменка.
- В 1923 году Днепровокаменка отнесена к категории сёл.
- В 1987 году село стало центром одноименного сельского совета.
- В 2005 году найден Днепровокаменский клад каменных литейных форм бронзовой эпохи.

## Экономика
- ЧП «Яцина».

## Объекты социальной сферы
- Школа.
- Детский сад.
- Клуб.
- Фельдшерско-акушерский пункт.

## Достопримечательности
- Братская могила советских воинов.
- Могила козака Мартюка, сторонника гетмана Ивана Мазепы. Мартюк умер после Полтавской битвы и похоронен на высоком берегу Днепра. Его внук установил на могиле каменный крест, сохранившийся до наших дней.
- Могила участника национально-освободительной борьбы украинского народа за свою самостоятельность Спиридона Тропко (1895-1918). Казак погиб во время боев с махновцами в Екатеринославе (декабрь 1918), его тело привезено "братчиками" в родное село, где с почестями и похоронено.
- Частный музей Василия Артемовича Сидака,1925 г. р.